# Acoraceae
Acorus é um táxon de plantas colocado na categoria taxonómica de género, utilizado em sistemas de classificação modernos como o sistema APG III e o sistema Angiosperm Phylogeny Website, onde está colocado na sua própria família Acoraceae e na sua própria ordem Acorales, dentro das monocotiledóneas.
Antigamente classificava-se o género dentro das Araceae, como um membro aberrante, mas com as análises moleculares de ADN, foi determinado que não pertencia a essa família, mas que era o género que mais cedo diverge do resto das monocotiledóneas, dando-lhe a categoria taxonómica de ordem.
É nativo da América do Norte e Ásia, tendo-se naturalizado na Europa durante a Idade Antiga; conhecem-se variedades diplóides e tetraplóides, assim como triplóides de origem híbrido entre estas, que ao serem inférteis reproduzem-se rizomaticamente. são plantas herbáceas perenes, hemicriptófitas ou geófitas; os brotos que sobrevivem ao Inverno encontram-se na superfície do solo ou debaixo de terra. Preferem as zonas húmidas. As flores formam uma inflorescência que rodeia um caule engrossado ou espádice. As folhas e raízes das espécies de Acorus foram empregues como plantas medicinais devido à asarona que contêm; os óleos essenciais aromáticos são aproveitados em perfumaria.
Da espécie Acorus calamus, conhecida no Brasil como cálamo-aromático ou cana-cheirosa, pode ser extraído por destilação um óleo essencial utilizado em perfumaria e em medicina.

## Filogenia
As Acoraceae são semelhantes às Araceae, por possuirem  espádice e espata, mas estão claramente separadas dessa família com base em análises de morfologia e de sequências de ADN. Acoraceae difere das Araceae devido a ter folhas unifaciais ensiformes, sementes perispermadas e endospermadas, e células com óleos aromáticos. Com base na morfologia da semente, altamente divergente, já Tillich em 1985 tinha sugerido que Acorus fosse excluída das Araceae.
Em termos morfológicos, Acorus possui muitos caracteres atípicos para uma monocotiledónea basal, mas também possui algumas que são esperadas: a formação da parede da antera de tipo dicotiledónea e os óleos essenciais, os dois são únicos para Acorus entre as monocotiledóneas basais. Por sua vez, o seu hábito com folhas unifaciais, ensiformes, a estrutura da sua inflorescência (um espádice de flores com perianto indiferenciado), o seu ovário sincarpo, e os seus frutos como bagas, não são o esperado para uma monocotiledónea "primitiva" segundo a visão tradicional.

## Taxonomia
Acoraceae foi proposta por Martynov em 1820. Actualmente é amplamente aceite que Acorus seja colocado na sua própria família monotípica, e na sua própria ordem monotípica, Acorales.
Especies:
- Acorus calamus L., Sp. Pl.: 324 (1753) - açoro, cálamo-aromático, acorina, lírio-dos-charcos, cana-cheirosa
  - Acorus calamus var. americanus Raf., Med. Fl. 1: 25 (1828).
  - Acorus calamus var. angustatus Besser, Flora 17(Beibl.): 30 (1834).
  - Acorus calamus var. calamus.
- Acorus gramineus Sol. in W.Aiton, Hort. Kew. 1: 474 (1789) - mini-cálamo-do-japão, açoro-gramíneo, junco-japonês

Segundo o NCBI as espécies e subespécies são:
- Acorus americanus
- Acorus calamus
  - Acorus calamus var. angustatus
- Acorus gramineus
- Acorus latifolius
- Acorus macrospadiceus
- Acorus tatarinowii
  - Acorus tatarinowii var. flavomarginatus
- Acorus xiangyeus
- Acorus sp. 'Mt. Emei'

O sistema APG II de 2003 já reconhecia a família, assim como o sistema APG III.
Na lista do sistema Linear APG III, Acoraceae é a família número 29.
A classificação segundo o Sistema de Cronquist coloca o género Acorus na família Araceae, ordem Arales, subclasse Arecidae, classe Liliopsida.
No sistema de Lineu era colocado na classe Hexandria, ordem Monogynia

## Gênero
A família Acoraceae possui 1 gênero reconhecidos atualmente.
- Acorus

## Sinonímia
- Calamus Gersault